# Canal 33 Madrid
Canal 33 Madrid es una televisión local perteneciente a la Asociación de Televisiones Locales de la Comunidad de Madrid que empezó a emitir en la ciudad de Madrid (España) en el año 1994, actualmente emite en casi toda la Comunidad de Madrid en TDT. El actual director es Enrique Riobóo, cofundador de Canal 33 TV Madrid, junto a Luis Izar, periodista musical, ex locutor y editor de programas musicales de Radio 3 de Radio Nacional de España.
Desde marzo de 2025 la cadena comenzó sus emisiones en alta definición.

## Historia
Es la continuación de otra aventura televisiva de menor índole que se denominó Canal 47 (empezó en septiembre de 1994), y que emitía fundamentalmente para los distritos de Centro, Carabanchel, Usera, Villaverde y Latina. Tras la cesión (venta de derecho) de parte del espacio radioeléctrico del canal 47 a José Frade para que éste crease Canal 7, Canal 33 empezó como tal en 1996, emitiendo desde el canal 33 de radiofrecuencia en la banda de UHF, donde permaneció varios años hasta el 24 de diciembre de 2005, en el que la adjudicación de dicha frecuencia en Madrid para la emisión en analógico de La Sexta obligó a esta televisión a trasladarse al canal 45 de UHF, que es desde donde ha emitido en analógico hasta marzo de 2010, fecha en que, a través de esa misma frecuencia, continúa emitiendo con tecnología TDT para Madrid capital y su área de influencia.
Canal 33 toma pues su nombre de su frecuencia de emisión original en Madrid y no tiene relación alguna con el segundo canal de Televisió de Catalunya.
Posteriormente, en mayo de 2012 la Comunidad de Madrid expulsa a todas las emisoras de TV existentes en la Torre de Valencia. Fue una decisión del gobierno de Esperanza Aguirre. Para paliar este efecto, Canal 33 instaló su emisor principal en la calle General Perón (frente el estadio Santiago Bernabeu), y puso un repetidor en la torre de Axión en Vicálvaro (junto al cementerio de La Almudena). Con estas dos emisiones, canal 45 y canal 57, se daba cobertura a toda la ciudad de Madrid y gran parte de su periferia.

## Programación
La programación de Canal 33 es mayoritariamente local, con noticias y reportajes de proximidad, tertulias, debates y programas de participación ciudadana.
Canal 33 estuvo adscrita a la red de TV Local UNE que le suministraba programas. Con el cese de esa empresa, actualmente la cadena no mantiene ningún convenio, por lo que la mayor parte de la programación de la cadena es producción propia, que ha sido ampliada con nuevos programas enfocados a la actualidad madrileña.
La ideología de este medio de comunicación se advierte desde el principio de carácter progresista. Fue de especial relevancia el despliegue informativo que Canal 33 Madrid realizó con motivo de las manifestaciones contra la guerra de Irak, en la que fue el único medio que retransmitió en directo de manera íntegra los actos que acontecieron en las calles de la capital y que fueron prácticamente ignorados por los demás medios.
Su máxima audiencia llegó a ser de 500.000 espectadores, coincidiendo en la época anteriormente citada. Sin embargo, el hecho de no conseguir licencias de TDT en la Comunidad de Madrid y la llegada de La Sexta, estuvo a punto de suponer la desaparición de la cadena, la cual un año después de haber sido dada por muerta volvió a recuperar más de 200.000 espectadores, después de migrar su frecuencia analógica al canal 45 de UHF.
Anteriormente los canales de TV pertenecientes a la Asociación de Televisiones Locales de la Comunidad de Madrid (Canal 33 Madrid, Mad 33, Tele K, Teleganés (TVL), Arganda TV, etcétera) estuvieron asociados para emitir algunos programas de Grupo Cadena Media, TeleSUR y Euronews, a la hora que más convenga a cada canal de TV.
Canal 33 es de las pocas televisiones locales existentes y en funcionamiento surgidas en los años 90. En esa época nacieron las primeras tertulias de actualidad. En ellas hicieron sus primeras intervenciones Antonio Miguel Carmona (PSOE) y destacados concejales y diputados de Madrid.
En 2012, el entonces profesor universitario Pablo Iglesias comenzó a emitir en esta televisión su famosa tertulia semanal La Tuerka. Años  más tarde se puso en marcha Cambia Madrid, que hoy continúa dando voz a diputados, alcaldes, concejales, periodistas, analistas y miembros de asociaciones y entidades de toda la región.
Además de Cambia Madrid, destacan en la parrilla espacios veteranos como Aquí Opinamos Todos, Toni Rovira y tú o Tendido 33 y los magacines culturales El Ático y Patas Arriba, presentados por David Enguita y Rafael Vega respectivamente. Completan la programación, entre otros, El Armario de Paco Cecilio y Los Panenkitas, dirigidos por Paco Cecilio; Más que Pop, con Héctor de Césare y Megacine, programa que presenta la cartelera semanal con todas las películas de estreno.

## Situación actual

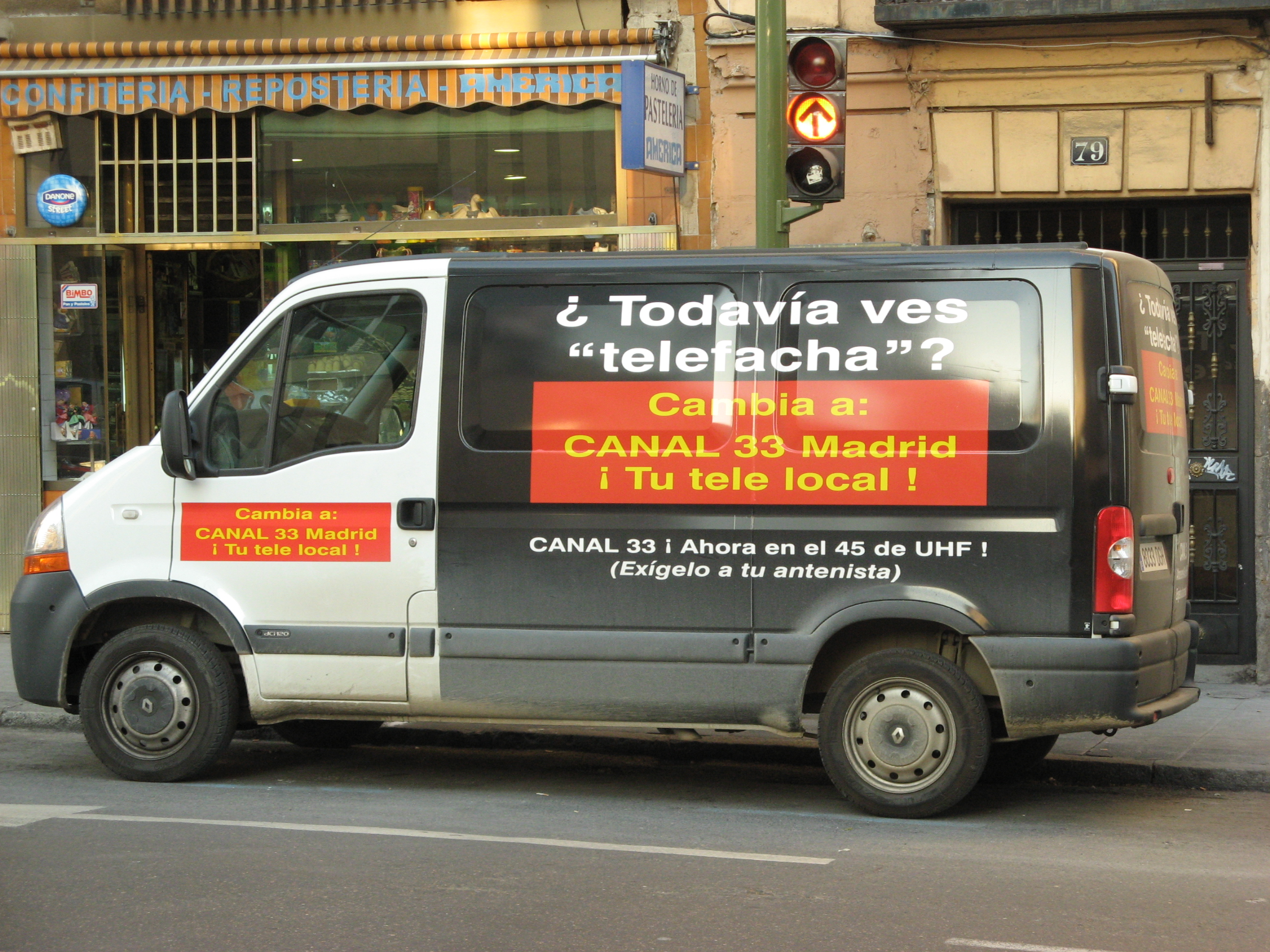
Furgoneta que promociona Canal 33 Madrid

Desde 2004 la cadena recurrió una frecuencia de Televisión Digital Terrestre, toda vez que el gobierno autonómico no se la concedió. Canal 33 alegó parcialidad y falta de pluralidad por parte del gobierno de Esperanza Aguirre para la no concesión de las frecuencias, ha recurrido el concurso de licencias locales de TDT y ha iniciado una campaña promocional en la que se ofrece como alternativa al canal autonómico Telemadrid.
El 4 de diciembre de 2007 la cadena, junto con la vallecana Tele K, fue reconocida dentro de otras 20 televisiones locales históricas de proximidad en la Ley de Impulso a la Sociedad de la Información (LISI), tras una votación de una enmienda a la ley en el Senado. Por lo tanto, la cadena ha sido legalizada a todos los aspectos y está a la espera de obtener una licencia local. Su estatus cambia, ya que si antes nutría parte de sus ingresos a través de espacios de televenta, ya no podrá hacerlo al impedirle la ley la emisión de publicidad. Sin embargo, sí podrá emitir espacios patrocinados.
El 16 de marzo de 2010, la cadena inició sus emisiones en TDT a través del canal 45 del UHF. A través de esta frecuencia emite, multiplexados, cuatro programaciones de televisión: el Canal 33 original, Eventos 33 (un canal destinado a la retransmisión de eventos y documentales de proximidad), y otros 2 canales (Directos 33 y Emisión Pruebas) que transmitieron en directo lo ocurrido en la Puerta del Sol con una webcam situada en dicha plaza, desde el 15M.
A través de este mux emite desde 2010 sin estar definitivamente regulada su situación por la Comunidad de Madrid. Funciona con arreglo a la Ley 2007 General de Comunicaciones que contempla y protege las televisiones comunitarias de proximidad, estando pendiente su desarrollo normativo.

## Tecnología
Canal 33 Madrid también emite a través de Internet, donde pueden seguirse sus programas en cualquier parte del mundo. Además posee una unidad móvil de satélite propia con la que hacen programas en directo desde cualquier lugar de Madrid, siendo tecnológicamente hablando una de las televisiones locales más avanzadas en España. Esta unidad móvil lanzadera de SAT trabaja en paquetes IP que también sirve para Internet. Precisamente en Internet disponen de varios canales de televisión que denominan "Plataforma local progresista de Madrid":
- Su propia emisión.
- Un canal de noticias locales 24 horas.
- Un canal de eventos de Madrid, siempre en directo.
- Una webcam de su control central de emisión en la calle Atocha.

A todo esto se suman los videos publicados en la plataforma YouTube.
A la Unidad Móvil propia de esta TV local, se añadieron dos equipos más para conexiones en directo desde cualquier lugar. Es un objetivo importante poder hacer directos desde la calle, desde un bus o desde un coche. Es una TV pionera en la utilización de esta tecnología. Igualmente todo el proceso de emisión y difusión de la señal se hace todo en tecnología digital, formato panorámico 16:9.

## Actuales canales que emiten en el mux de Canal 33 Madrid
- Toda la provincia de Madrid:
  - Canal 33 Madrid, TV, mux 45, 23 y 24 en TDT.
  - María Visión Madrid, TV, mux 45, 23 y 24 para toda la provincia de Madrid en TDT. A través de este canal emite desde finales de marzo de 2024 María Visión. Hasta finales de marzo de 2024 en esta frecuencia emitía Eventos 33.
  - QRTV, TV, mux 45, 23 y 24 para toda la provincia de Madrid en TDT. Anteriormente en esta frecuencia emitieron: Eurolatina TV, Hispanoamérica TV, Pride Channel TV, SEVEEN, Losán TV y Welcome DTV. Desde mayo de 2017 con motivo de WorldPride Madrid 2017 empezó Pride Channel TV desapareciendo así Hispanoamérica TV. Una semana después de terminar las celebraciones Orgullo de Madrid 2019, Pride Channel TV desaparece siendo reemplazado por Eurolatina TV. Desde finales de febrero de 2024 desaparece Eurolatina TV siendo sustituida por QRTV.
  - CGTN Español, TV, mux 45, 23 y 24 para toda la provincia de Madrid en TDT.
  - Radio Intercontinental Madrid, Radio, mux 45, 23 y 24 para toda la provincia de Madrid en TDT.

El 23 para la zona norte y oeste de la Comunidad de Madrid y el 24 para la zona sur y este de la Comunidad de Madrid.

## Premios
- Antena de Plata Extraordinaria 2025 por su 30.º aniversario.[4][5]